# Егу-Вив (Гар)
Егу-Вив (фр. Aigues-Vives) насеље је и општина у јужној Француској у региону Лангдок-Русијон, у департману Гар која припада префектури Ним.
По подацима из 2011. године у општини је живело 2999 становника, а густина насељености је износила 249,92 становника/km². Општина се простире на површини од 12 km². Налази се на средњој надморској висини од 29 метара (максималној 87 m, а минималној 10 m).

## Демографија
| 1962. | 1968. | 1975. | 1982. | 1990. | 1999. | 2011. |
| ----- | ----- | ----- | ----- | ----- | ----- | ----- |
| 1.367 | 1.506 | 1.611 | 1.908 | 2.101 | 2.331 | 2.999 |

График промене броја становника у току последњих година